# Solo pienso en ti (canción de Paulo Londra)
«Solo pienso en ti» es una canción interpretada por el cantante argentino Paulo Londra en colaboración con los cantantes estadounidenses De la Ghetto y Justin Quiles. La canción fue publicada el 14 de mayo de 2019 a través de Big Ligas y Warner Music Latina, como el octavo sencillo de su primer álbum de estudio Homerun (2019).

## Antecedentes y composición
El 14 de mayo de 2019, la canción fue publicada de manera sorpresiva, sin ningún tipo de anuncio previo o adelanto en las redes sociales. Al momento del lanzamiento, Londra se encontraba asistiendo a la ceremonia de los Premios Gardel 2019, donde ganó en las categorías de mejor colaboración urbana / trap y mejor canción urbana / trap por su sencillo «Cuando te besé» en colaboración con la cantante estadounidense Becky G.
«Sólo pienso en ti» fue escrita por Londra, Cristian Salazar, Daniel Echavarría Oviedo, Justin Quiles, Pablo Christian Fuentes y Rafael Castillo. La pista musical combina ritmos latinos propios del trap y el R&B. La letra de la canción refleja la dificultad de poder olvidar a un gran amor del pasado y el arrepentimiento por dejar ir a esa persona especial que marcó su vida.

## Recepción

### Desempeño comercial
El sencillo debutó en la posición número 93 del Billboard Argentina Hot 100 en la semana del 18 de mayo de 2019. A la semana siguiente, «Sólo pienso en ti» subió 83 puestos en la lista, llegando a la posición número 11 gracias a que esa semana se produjo el lanzamiento del álbum debut de Londra, Homerun (2019), que generó un incremento en las reproducciones de la canción en las plataformas digitales.

### Premios y nominaciones
| Año  | Premiación            | Categoría                   | Resultado | Ref.  |
| ---- | --------------------- | --------------------------- | --------- | ----- |
| 2020 | Premios Carlos Gardel | Mejor canción urbana / trap | Nominado  | [ 8 ] |

## Video musical
El video fue dirigido por Felipe Loaiza y muestra a los tres cantantes interpretando la canción con diferentes fondos de colores pasteles (turquesa, amarillo y rosado) frente a un micrófono, como así también cuenta con la participación de la modelo Natalia Bernal. El video, en su primer día, logró obtener 4 millones de visualizaciones, por lo que en Argentina se posicionó en el puesto número 1 del ranking de tendencias en YouTube, mientras que en España logró alcanzar la posición número 4.

## Posicionamiento en las listas
| Listas (2019)                       | Mejor posición |
| ----------------------------------- | -------------- |
| Argentina Hot 100 (Billboard)       | 11             |
| Argentina Nacional (Monitor Latino) | 18             |
| Ecuador (Top 40 Ecuador)            | 19             |
| España (Promusicae)                 | 33             |
| Perú (UNIMPRO)                      | 323            |

| Listas (2019)                   | Mejor posición |
| ------------------------------- | -------------- |
| Argentina Digital Songs (CAPIF) | 8              |
| Panamá (PRODUCE)                | 86             |
| Paraguay (SGP)                  | 12             |

## Certificaciones
| País   | Organismo certificador | Certificación | Ventas certificadas | Simbolización | Ref.   |
| ------ | ---------------------- | ------------- | ------------------- | ------------- | ------ |
| Chile  | PROFOVI                | Oro           | 15 000 000          | ●             | [ 20 ] |
| España | PROMUSICAE             | Oro           | 30 000              | ●             | [ 21 ] |

## Créditos y personal
Adaptados desde Jaxsta.

### Producción
- Paulo Londra: voz y composición
- Daniel Echavarría Oviedo: composición y producción
- Justin Quiles: voz y composición
- Pablo Christian Fuentes: composición
- Rafael Castillo: composición

### Técnico
- Daniel Echavarría Oviedo:  ingeniero de grabación
- Dave Kutch: ingeniero de masterización
- Alejandro «Mosty» Patiño: ingeniero de mezcla
- Juan Pablo Builes: ingeniero de mezcla

## Historial de lanzamientos
| Región | Fecha              | Formato(s)                 | Discográfica                  | Ref.   |
| ------ | ------------------ | -------------------------- | ----------------------------- | ------ |
| Varios | 14 de mayo de 2019 | Descarga digital streaming | Big Ligas Warner Music Latina | [ 23 ] |